# Wladimir Semjonowitsch Golowanow

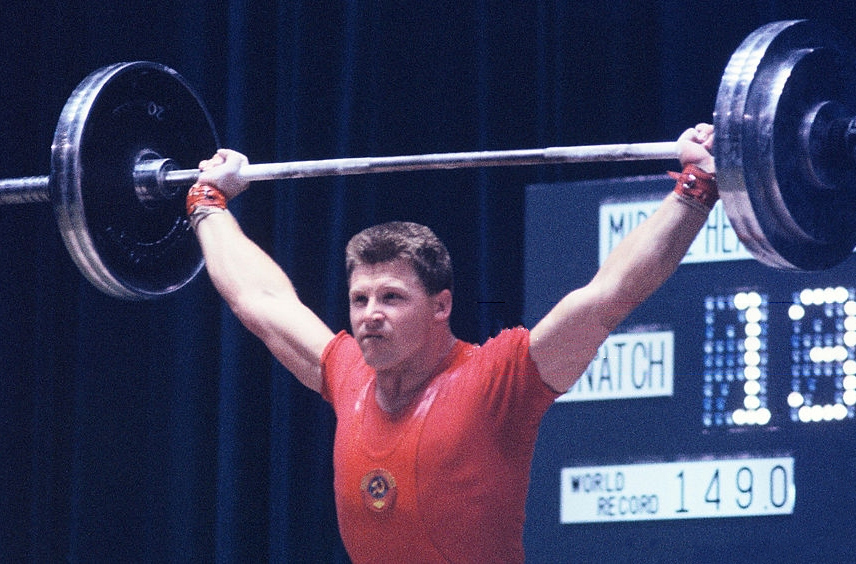
Wladimir Golowanow (1964)

Wladimir Semjonowitsch Golowanow (russisch Владимир Семёнович Голованов; * 29. November 1938; † 2. August 2003) war ein sowjetischer Gewichtheber und Olympiasieger 1964.

## Werdegang
Mitte der 1960er Jahre setzte sich in der Sowjetunion der ungemein starke Soldat Wladimir Golowanow, der für den Armee-Sportklub Chabarowsk startete, gegen seine Konkurrenten in der Mittelschwergewichtsklasse (damals bis 90 kg Körpergewicht) durch. 1963 musste er sich zwar noch Eduard Browko geschlagen geben, 1964 aber war sein großes Jahr. Er wurde, sehr gur vorbereitet von seinem Trainer Arkadi Worobjow, Europameister und Olympiasieger. Wladimir Golowanow schuf die Voraussetzungen für seine Siege durch seine außerordentliche Stärke im Drücken, mit der er auch eine kleine Schwäche im Stoßen ausgleichen konnte. Nach 1965 hatte er in der 90-kg-Klasse zunehmend Gewichtsprobleme. Nach Einführung der Gewichtsklasse Schwergewicht, bis 110 kg Körpergewicht, erzielte er in dieser neuen Klasse noch einmal hervorragende Resultate.

## Internationale Erfolge/Mehrkampf
(OS = Olympische Spiele, WM = Weltmeisterschaft, EM = Europameisterschaft, Ms = Mittelschwergewicht, S = Schwergewicht)
- 1963, 3. Platz, Großer Preis der UdSSR in Moskau, Ms, mit 452,5 kg, hinter Eduard Browko, 465 kg und Bill March, USA, 452,5 kg;
- 1964, 1. Platz, EM in Moskau, Ms, mit 480 kg, vor Árpád Nemessányi, Ungarn, 450 kg und Marek Gołąb, Polen, 440 kg;
- 1964, Olympiasieger, OS in Tokio, Ms, mit 487,5 kg, vor Louis Martin, Vereinigtes Königreich, 475 kg und Ireneusz Paliński, Polen, 467,5 kg;
- 1965, 2. Platz, WM in Teheran, Ms, mit 480 kg, hinter Martin, 487,5 kg und vor Géza Tóth, Ungarn, 462,5 kg;
- 1970, 2. Platz, Großer Preis von Teheran, S, mit 475 kg, hinter Jablonowsky, UdSSR, 510 kg und vor Marchlewski, Polen, 455 kg;
- 1970, 1. Platz, Meisterschaft der Armeen des Warschauer Paktes, S, mit 502,5 kg, vor Kruzcyna, Polen, 475 kg.

## UdSSR-Meisterschaften
- 1962, 4. Platz, Ms, mit 447,5 kg, hinter Eduard Browko, 455 kg, Wassili Stepanow, 452,5 kg u. Pegow, 447,5 kg;
- 1964, 1. Platz, Ms, mit 485 kg, vor Browko, 480 kg u. Anatoli Kalinitschenko, 472,5 kg;
- 1969, 1. Platz, S, mit 522,5 kg, vor Staroschenko, 520 kg u. Jablonowsky, 520 kg;
- 1972, 3. Platz, S, mit 565 kg, hinter Jaan Talts, 587,5 kg u. Pawel Perwuschin, 577,5 kg.

## Weltrekorde
(alle im Mittelschwergewicht erzielt)
im Drücken:
- 163 kg, 1963 in Lemberg,
- 163,5 kg, 1964 in Chabarowsk,
- 164 kg, 1964 in Kiew,
- 168 kg, 1965 in Chabarowsk,
- 171,5 kg, 1968 in Kiew.

im olympischen Dreikampf:
- 485 kg, 1964 in Kiew,
- 487,5 kg, 1964 in Tokio.